# Campylopterus villaviscensio
Campylopterus villaviscensio là một loài chim trong họ Trochilidae.